# Liste des députés bruxellois (2024-2029)
7e 9e
Liste des 89 députés pour la législature 2024-2029 au parlement bruxellois, à la suite des élections du 9 juin 2024. 
Parmi ceux-ci, 19 () font aussi partie du parlement de la Communauté française de Belgique.

Répartition des sièges en début de législature
Répartition actuelle

## Bureau

### Parlement bruxellois etCoCoM
- Président : Bertin Mampaka Mankamba (MR)
- Vice-Présidents :
  1. Lotte Stoops (Groen)
  2. Mohamed Ouriaghli (PS)
  3. Francis Dagrin (PTB)
  4. Vincent De Wolf (MR)
- Secrétaires
  1. Marc-Jean Ghyssels (PS)
  2. Moussa Diallo Elhadj (LE)
  3. Oliver Rittweger de Moor (PTB)
  4. Kalvin Soiresse Njall (Ecolo)
  5. Ilyas El Omari (Team Fouad Ahidar)
  6. Anne-Charlotte d'Ursel (MR)
  7. Joëlle Maison (DéFI)
  8. Mathias Vanden Borre (N-VA)
  9. Celia Groothedde (Groen)
  10. Martine Raets (Open Vld)
- Chefs de groupe
  - MR : Clémentine Barzin
  - PS : Ahmed Laaouej
  - PTB : Françoise De Smedt
  - LE : Christophe De Beukelaer
  - Ecolo : John Pitseys
  - DéFI : Jonathan de Patoul
  - Groen : Stijn Beckx
  - Team Fouad Ahidar : Fouad Ahidar
  - N-VA : Gilles Verstraeten
  - Open Vld : Imane Belguenani
  - Vlaams Belang : Bob De Brabandere
  - Vooruit.brussels : Pascal Smet
  - PVDA : Jan Busselen
  - CD&V : Benjamin Dalle

### Parlement bruxellois francophone (CoCoF)
- Président : Bertin Mampaka Mankamba (MR)
- Vice-Présidents :
  1. Hasan Koyuncu (PS)
  2. Bruno Bauwens (PTB)
  3. Sadik Köksal (MR)
- Secrétaires
  1. Isabelle Emmery (PS)
  2. Marie Cruysmans (LE)
- Chefs de groupe
  - MR : Gaëtan Van Goidsenhoven
  - PS : Jamal Ikazban
  - PTB : Manon Vidal
  - LE : Gladys Kazadi
  - Ecolo : Farida Tahar
  - DéFI : Cécile Jodogne

### Parlement bruxellois néerlandophone (CoCoN)
- Présidente : Lotte Stoops (Groen)

## Liste par groupe au parlement

### Groupe linguistique francophone (72)

#### MR -Mouvement Réformateur(20)-1
| Nom                          | Nb de voix de préférence | En remplacement de | Fonction                                |
| ---------------------------- | ------------------------ | ------------------ | --------------------------------------- |
| Loubna Azghoud               | 1 411                    |                    | Députée de la FWB                       |
| Clémentine Barzin            | 4 316                    |                    | Cheffe de groupeDéputée de la FWB       |
| Kristela Bytyci              | 1 625                    |                    |                                         |
| Geoffroy Coomans de Brachène | 4 652                    |                    |                                         |
| Aurélie Czekalski            | 3 145                    |                    |                                         |
| Anne-Charlotte d'Ursel       | 8 867                    |                    | 6e Secrétaire                           |
| Ariane de Lobkowicz d'Ursel  | 5 785                    |                    |                                         |
| Louis de Clippele            | 3 121                    |                    |                                         |
| Vincent De Wolf              | 7 560                    |                    | 4e Vice-Président                       |
| Amin El Boujdaini            | 1 165                    |                    |                                         |
| Aline Godfrin                | 2 093 (11 751)           | Hadja Lahbib       |                                         |
| Sadik Köksal                 | 1 969                    |                    | 3e Vice-Président (CoCoF)               |
| Bertin Mampaka Mankamba      | 2 637                    |                    | Président Président (CoCoF)             |
| Amélie Pans                  | 2 339                    |                    |                                         |
| Françoise Schepmans          | 7 754                    |                    | Députée de la FWB                       |
| Éléonore Simonet             | 4 522                    |                    | Députée de la FWB                       |
| Gaëtan Van Goidsenhoven      | 5 453                    |                    | Chef de groupe (CoCoF) Député de la FWB |
| David Weytsman               | 5 938                    |                    |                                         |
| Olivier Willockx             | 3 484                    |                    |                                         |

#### PS -Parti Socialiste(16)+1
| Nom                | Nb de voix de préférence | En remplacement de                           | Fonction                   |
| ------------------ | ------------------------ | -------------------------------------------- | -------------------------- |
| Leila Agić         | 2 673                    |                                              | Députée de la FWB          |
| Mustapha Akouz     | 2 679 (5 466)            | Rudi Vervoort                                |                            |
| Martin Casier      | 3 088                    |                                              | Député de la FWB           |
| Ibrahim Dönmez     | 3 686                    |                                              | Député de la FWB           |
| Nadia El Yousfi    | 3 478                    |                                              | Députée de la FWB          |
| Isabelle Emmery    | 3 307                    |                                              | 1ère Secrétaire (CoCoF)    |
| Marc-Jean Ghyssels | 2 802                    |                                              | 1er Secrétaire             |
| Jamal Ikazban      | 4 663                    |                                              | Chef de groupe (CoCoF)     |
| Hasan Koyuncu      | 4 721                    |                                              | 1er Vice-Président (CoCoF) |
| Fadila Laanan      | 3 966                    |                                              | Députée de la FWB          |
| Ahmed Laaouej      | 24 978                   |                                              | Chef de groupe             |
| Karine Lalieux     | 11 410                   |                                              |                            |
| Mohamed Ouriaghli  | 4 019                    |                                              | 2e Vice-Président          |
| Yannick Piquet     | 2 612 (8 960)            | Nawal Ben Hamou                              |                            |
| Şevket Temiz       | 4 033                    |                                              |                            |
| Yusuf Yildiz       | 3 391                    |                                              |                            |
| Latifa Aït Baala   |                          | David Leisterh avant de quitter le groupe MR |                            |

#### PTB -Parti du Travail de Belgique(15)
| Nom                      | Nb de voix de préférence | En remplacement de | Fonction                                   |
| ------------------------ | ------------------------ | ------------------ | ------------------------------------------ |
| Bruno Bauwens            | 3 393                    |                    | 2e Vice-Président (CoCoF) Député de la FWB |
| Francis Dagrin           | 3 492                    |                    | 3e Vice-Président                          |
| Octave Daube             | 2 905                    |                    | Député de la FWB                           |
| Françoise De Smedt       | 16 737                   |                    | Cheffe de groupe                           |
| Josiane Dostie           | 2 315                    |                    |                                            |
| Mihaela Drozd            | 2 988                    |                    |                                            |
| Mohammed El Bouzidi      | 7 913                    |                    |                                            |
| Hanina El Hamamouchi     | 6 438                    |                    |                                            |
| Soulaimane El Mokadem    | 14 861                   |                    |                                            |
| Danaé Michaux Maimone    | 2 401                    |                    |                                            |
| Patricia Parga Vega      | 3 945                    |                    |                                            |
| Marisol Revelo Paredes   | 4 198                    |                    | Députée de la FWB                          |
| Oliver Rittweger de Moor | 2 919                    |                    | 3e Secrétaire                              |
| Mehdi Talbi              | 7 458                    |                    |                                            |
| Manon Vidal              | 2 883                    |                    | Cheffe de groupe (CoCoF) Députée de la FWB |

#### Les Engagés(8)
| Nom                     | Nb de voix de préférence | En remplacement de | Fonction                 |
| ----------------------- | ------------------------ | ------------------ | ------------------------ |
| Marie Cruysmans         | 1 741                    |                    | 2e Secrétaire            |
| Christophe De Beukelaer | 7 925                    |                    | Chef de groupe           |
| Alain Deneef            | 1 692                    |                    | Député de la FWB         |
| Elhadj Moussa Diallo    | 2 101                    |                    | 2e Secrétaire            |
| Gladys Kazadi           | 3 871                    |                    | Cheffe de groupe (CoCoF) |
| Mounir Laarissi         | 1 562                    |                    |                          |
| Stéphanie Lange         | 1 818                    |                    | Députée de la FWB        |
| Sofia Bennani           | 1 532                    |                    |                          |

#### Ecolo(7)
| Nom                   | Nb de voix de préférence | En remplacement de | Fonction                 |
| --------------------- | ------------------------ | ------------------ | ------------------------ |
| Margaux De Ré         | 3 443                    |                    | Députée de la FWB        |
| Zakia Khattabi        | 8 381                    |                    | Cheffe de groupe         |
| Marie Lecocq          | 3 547                    |                    |                          |
| John Pitseys          | 1 065 (5 343)            | Barbara Trachte    |                          |
| Matteo Segers         | 1 037                    |                    | Député de la FWB         |
| Kalvin Soiresse Njall | 1 860                    |                    | 4e Secrétaire            |
| Farida Tahar          | 2 263 (2 775)            | Alain Maron        | Cheffe de groupe (CoCoF) |

#### DéFI -Démocrate Fédéraliste Indépendant(6)
| Nom                     | Nb de voix de préférence | En remplacement de | Fonction                                           |
| ----------------------- | ------------------------ | ------------------ | -------------------------------------------------- |
| Ludivine de Magnanville | 1 515                    |                    | Le 2 septembre 2024, elle quitte DéFI et va au MR. |
| Jonathan de Patoul      | 1 739                    |                    | Chef de groupe                                     |
| Cécile Jodogne          | 1 488                    |                    | Cheffe de groupe (CoCoF)                           |
| Fabian Maingain         | 2 929                    |                    | Député de la FWB                                   |
| Joëlle Maison           | 3 151                    |                    | 7e Secrétaire                                      |
| Gisèle Mandaila         | 1 339 (5 976)            | Bernard Clerfayt   |                                                    |

### Groupe linguistique néerlandophone (17)

#### Groen(4)
| Nom              | Nb de voix de préférence | En remplacement de  | Fonction                                |
| ---------------- | ------------------------ | ------------------- | --------------------------------------- |
| Stijn Bex        | 1 117 (8 361)            | Elke Van den Brandt | Chef de groupe                          |
| Celia Groothedde | 2 355                    |                     | 9e Secrétaire                           |
| Emile Luhahi     | 1 298                    |                     |                                         |
| Lotte Stoops     | 2 819                    |                     | Présidente (CoCoN) 1ère Vice-Présidente |

#### TeamFouad Ahidar(3)
| Nom               | Nb de voix de préférence | En remplacement de | Fonction       |
| ----------------- | ------------------------ | ------------------ | -------------- |
| Fouad Ahidar      | 7 602                    |                    | Chef de groupe |
| Najima El Arbaoui | 1 876                    |                    |                |
| Ilyas El Omari    | 1 802                    |                    | 5e Secrétaire  |

#### N-VA -Nieuw-Vlaamse Alliantie(2)
| Nom                  | Nb de voix de préférence | En remplacement de | Fonction         |
| -------------------- | ------------------------ | ------------------ | ---------------- |
| Cieltje Van Achter   | 2 579                    |                    | Cheffe de groupe |
| Mathias Vanden Borre | 1 051                    |                    |                  |

#### Open Vld -Open Vlaamse Liberalen en Democraten(2)
| Nom              | Nb de voix de préférence | En remplacement de | Fonction         |
| ---------------- | ------------------------ | ------------------ | ---------------- |
| Imane Belguenani | 643                      |                    | Cheffe de groupe |
| Martine Raets    | 672 (2 306)              | Sven Gatz          | 10e Secrétaire   |

#### VB -Vlaams Belang(2)
| Nom               | Nb de voix de préférence | En remplacement de | Fonction       |
| ----------------- | ------------------------ | ------------------ | -------------- |
| Bob De Brabandere | 2 237                    |                    | Chef de groupe |
| Sonja Hoylaerts   | 701                      |                    |                |

#### Vooruit.brussels(2)
| Nom          | Nb de voix de préférence | En remplacement de | Fonction       |
| ------------ | ------------------------ | ------------------ | -------------- |
| Ilyas Mouani | 1 482 (2 378)            | Ans Persoons       |                |
| Pascal Smet  | 1 552                    |                    | Chef de groupe |

#### PVDA -Partij van de Arbeid van België(1)
| Nom          | Nb de voix de préférence | En remplacement de | Fonction       |
| ------------ | ------------------------ | ------------------ | -------------- |
| Jan Busselen | 1 249                    |                    | Chef de groupe |

#### CD&V -Christen-Democratisch en Vlaams(1)
| Nom            | Nb de voix de préférence | En remplacement de | Fonction       |
| -------------- | ------------------------ | ------------------ | -------------- |
| Benjamin Dalle | 2 014                    |                    | Chef de groupe |